# Robert Perceval Armitage
Sir Robert Perceval Armitage KCMG (* 21. Dezember 1906 in Nungambakkam, Madras, Britisch-Indien; † 7. Juni 1990 in Amesbury, Wiltshire) war ein britischer Kolonialverwalter, der leitende Positionen in Kenia und an der Goldküste innehatte und während der Zeit der Entkolonialisierung Gouverneur von Zypern und dann von Njassaland war.

## Frühes Leben
Armitage wurde am 21. Dezember 1906 in Nungambakkam in Britisch-Indien, als erstes Kind von Frank und Muriel Armitage geboren. Sein Vater war Polizeikommissar in der Stadt Madras. Im Alter von zehn Jahren wurde er auf die Highfield School in Liphook geschickt, wo er in seinem letzten Jahr Kapitän des Cricket-Teams war. Von 1920 bis 1925 besuchte er das Winchester College. 1928 machte er seinen Abschluss am New College in Oxford. Er wurde 1929 Bezirks- und Sekretariatsbeamter in Kenia. Armitage heiratete Gwladys Lyona Meyler am 18. Februar 1930 in der Highlands Cathedral in Nairobi. Ihre Kinder waren Robert Jeremy und Richard Hugh Lyon.

## Goldküste
Im Juli 1948 war Robert Perceval Armitage Finanzsekretär der Gold Coast. Nachdem der Gouverneur erklärt hatte, er sei bereit, die Gründung einer Landwirtschaftsbank in Betracht zu ziehen, sagte Armitage, seine Regierung sei „grundsätzlich zutiefst entschlossen“, Maßnahmen zu ergreifen, und „würde es schwierig finden, sich zurückzuziehen“. Im Jahr 1949 war Armitage Vorsitzender eines Ausschusses, der die Gründung einer Nationalbank erwogen hatte. Er versuchte, nationalistische Forderungen zu dämpfen, indem er die Idee einer Reservebank ausschloss, was ihm jedoch nicht gelang.
Bis 1950 war Armitage Finanzminister der Goldküste. Ende 1950 schlug die Kolonialregierung vor, die Exportzölle auf Kakao zu erhöhen. Der Weltmarktpreis für die Ernte stieg, und die Regierung war der Ansicht, dass die Pflanzer die erhöhten Gewinne für Luxusgüter verschwenden würden, während die Regierung sie für Entwicklungspläne verwenden würde. Armitage war bereit, sich dem Widerstand der Kakaoproduzenten zu stellen, betete jedoch für fünf Jahre steigender Weltmarktpreise, um alle wirtschaftlichen Probleme zu lösen. Armitage empfahl die Ernennung eines erstklassigen Wirtschaftsexperten zur Leitung der Wirtschaft während des Kakaobooms. Er sagte, das Land „bewege sich schnell aus der extrem eingeschränkten Wirtschaft der Jahre vor dem Krieg heraus, und daher sollte der Inhaber jemand sein, der Erfahrung in finanziellen und wirtschaftlichen Angelegenheiten hat, zumindest in anderen Teilen Afrikas und möglicherweise Erfahrung aus anderen Teilen Afrikas die Welt“.
In seiner Rede im Jahr 1953 erklärte Armitage die Politik, die er verfolgt hatte: „(Sterling)-Salden sind aufgelaufen […] hauptsächlich, weil die an der Goldküste produzierten Rohstoffe, hauptsächlich Kakao, große Einnahmen gebracht haben und die Regierung […] erhöhte Besteuerung, teilweise in dem Bestreben, die Geldmenge zu verringern, die einen Inflationsdruck ausüben würde […] und teilweise, um Reserven zu bilden.“ Armitage erwähnte nicht, dass das Projekt zum Bau des Akosombo-Staudamms über dem Volta-Fluss allmählich realisierbar schien und für diesen Zweck Mittel benötigt würden.

## Zypern
Armitage wurde am 10. Juni 1954 als Knight Commander des Order of St. Michael and St. George geadelt und war von 1954 bis zum 25. September 1955 Gouverneur von Zypern. Zum Zeitpunkt seiner Ernennung gab es eine wachsende Agitation der griechischen Zyprioten für die Enosis oder die Vereinigung mit Griechenland, obwohl dies von den türkischen Zyprioten abgelehnt wurde. Die griechische Regierung unterstützte die Bewegung, aber die Briten wollten einen wichtigen Stützpunkt Akrotiri und Dekelia im östlichen Mittelmeer nicht aufgeben. Nur wenige der griechischen Zyprioten waren zu Kompromissen bereit. Im September 1954 sagte Armitage, dass die selbsternannten Gemäßigten „keine Organisation, keine Partei, kein Geld, keine Agenten haben und nichts gewinnen werden“.
Am 1. April 1955 wurde ein Attentat auf Armitage verübt. An diesem Tag explodierten überall auf der Insel Bomben, als EOKA-Aufständische eine gewalttätige Kampagne für Selbstbestimmung eröffneten. Armitage bat um Erlaubnis, im Juli 1955 als Reaktion auf den EOKA-Aufstand den Ausnahmezustand auszurufen, aber dies wurde nicht gewährt. Er war nervös vor Kontrollverlust, wollte „Probleme im Keim ersticken“, indem er führende Mitglieder der EOKA festnahm, und ihm wurde erlaubt, zu versuchen, ihre militanteren Mitglieder nach dem Gesetz über die Inhaftierung von Personen vom 15. Juli 1955 festzunehmen. Mehrere Monate lang versuchte Armitage, einen Weg zu finden, Erzbischof Makarios und der Bischof von Kyrenia abzuschieben, die beide öffentlich die Union mit Griechenland unterstützten. Bestehende Gesetze deckten die Situation des Erzbischofs nicht ab, der ein friedliches Vorgehen befürwortete.
Schließlich wurde der Ausnahmezustand ausgerufen, der eine Abschiebung ohne Angabe von Gründen ermöglichte. Bis dahin war Armitage als Gouverneur durch Feldmarschall John Harding ersetzt worden, der sein Amt im September 1955 niederlegte.

## Njassaland

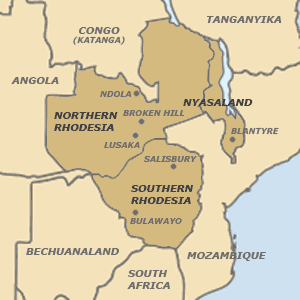
Föderation von Rhodesien und Njassaland

### Unruhen und Ausnahmezustand
Armitage traf am 9. April 1956 in Njassaland ein, um das Amt des Gouverneurs von Geoffrey Colby abzulösen. Eines der Hauptprobleme, mit denen er konfrontiert war, war die Unbeliebtheit der Föderation von Rhodesien und Njassaland, die 1953 ins Leben gerufen worden war. Er widersetzte sich Vorschlägen, die Verwaltung der europäischen Landwirtschaft durch die Schaffung eines Bundesministeriums zu „föderalisieren“, während die afrikanische Landwirtschaft in der Verantwortung jedes der drei Territorien verbleibt. Er war der Ansicht, dass dies zu einer Abzweigung von Ressourcen weg von der afrikanischen Landwirtschaft führen würde, was eine ernsthafte Sorge für die indigene Bevölkerung darstellt. Er widersetzte sich auch Versuchen, die Föderation unabhängig zu machen. Er sagte, dass eine zu schnelle Bewegung in Richtung des Status einer Dominion „eine frühe und gewalttätige afrikanische Opposition stimulieren könnte, die die Föderation bestenfalls diskreditieren und im schlimmsten Fall brechen würde“.
Im September 1957 traf er eine Delegation des Nyasaland African Congress unter der Leitung seines Präsidenten TDT Banda, der Gesetzesreformen forderte, einschließlich einer gewählten gesetzgebenden Versammlung mit den meisten von Afrikanern gewählten Mitgliedern. Er traf auch Vertreter der Progressiven Partei von Charles Matinga, die einen gemäßigteren Weg einschlagen wollten, mit nominierten Vertretern, die mit der Regierung zusammenarbeiten sollten. Er fasste die Ansichten von Matingas Partei wie folgt zusammen: „Mit anderen Worten, sie wollten, dass viele befreundete Afrikaner und Europäer mit befreundeten Beamten zusammenarbeiten. Aber natürlich kann Politik nicht so einfach organisiert werden.“
Einige der jüngeren Mitglieder des Nyasaland African Congress hatten wenig Vertrauen in die Fähigkeiten von TDT Banda, den sie ebenfalls der Unehrlichkeit beschuldigten, und wollten ihn durch Hastings Kamuzu Banda, der damals an der Goldküste lebte, ersetzen. Er kündigte an, dass er nur zurückkehren würde, wenn er die Präsidentschaft des Kongresses übernehmen würde: Nachdem dies vereinbart worden war, kehrte er im Juli 1958 nach Njassaland zurück und TDT Banda wurde verdrängt. Banda und Führer der Kongresspartei starteten eine Kampagne direkter Aktionen gegen die Föderation, für eine sofortige Verfassungsänderung und eventuelle Unabhängigkeit. Da dies den Widerstand gegen Bundesrichtlinien zu landwirtschaftlichen Praktiken beinhaltete, waren die Proteste weit verbreitet und manchmal gewalttätig.
Im Januar 1959 legte Banda Armitage die Kongressvorschläge für eine Verfassungsreform vor. Diese waren für eine afrikanische Mehrheit im Legislativrat und mindestens paritätisch mit Nicht-Afrikanern im Exekutivrat. Armitage lehnte diese Vorschläge ab, was zu Forderungen im Kongress nach einer Eskalation der regierungsfeindlichen Proteste und mehr Gewalt führte. Am 18. Februar 1959 griff ein mit einer Machete Bewaffneter die Landebahn von Fort Hill an. Als die Unterstützer des Kongresses gewalttätiger wurden und die Führer des Kongresses immer aufrührerischere Äußerungen machten, entschied sich Armitage dagegen, Zugeständnisse anzubieten, bereitete sich aber auf Massenverhaftungen vor. Armitage hatte Gespräche mit Roy Welensky, dem Premierminister der Föderation, Beamte aus Südrhodesien und Sir Arthur Benson, der Gouverneur von Nordrhodesien. Diese Treffen koordinierten Pläne für Massenverhaftungen von Mitgliedern der nationalistischen Parteien in jedem der drei Gebiete, die Erklärung des Ausnahmezustands in jedem von ihnen, wo dies als notwendig erachtet wurde, und die Entsendung europäischer Truppen aus Südrhodesien nach Njassaland.
Am 21. Februar wurden europäische Truppen des Rhodesien-Regiments in Njassaland eingeflogen, und in den Tagen unmittelbar danach eröffneten Polizei oder Truppen an mehreren Orten das Feuer auf Randalierer, was zu vier Todesfällen führte. Bei der Entscheidung, weitreichende Verhaftungen durchzuführen, die fast die gesamte Kongressorganisation abdeckten, wurde Armitage von einem Bericht beeinflusst, den die Polizei von einem Informanten über ein Treffen von Kongressführern erhielt, auf dem der Leiter der Sonderabteilung behauptete, dass die wahllose Tötung von Europäern und Asiaten sowie von Afrikanern, die sich dem Kongress widersetzten, geplant war, der sogenannte „Mordplan“. Es gibt keine Beweise dafür, dass ein solcher Plan existierte, und die Regierung von Njassaland ergriff keine sofortigen Maßnahmen gegen Banda oder andere Kongressführer, sondern verhandelte bis Ende Februar weiter mit ihnen.
Am 3. März 1959 erklärte Sir Robert Armitage als Gouverneur von Njassaland den Ausnahmezustand über das gesamte Protektorat und verhaftete Hastings Banda, den Präsidenten des Nyasaland African Congress, andere Mitglieder seines Exekutivkomitees und über hundert örtliche Parteien Beamte. Der Kongress wurde am nächsten Tag verboten. Die Verhafteten wurden ohne Gerichtsverfahren inhaftiert, und die Gesamtzahl der wegen Kongressmitgliedschaft Inhaftierten stieg schließlich auf über 1.300. Über 2.000 weitere wurden wegen Verstößen gegen die Notstandsverordnungen, darunter Aufruhr und Sachbeschädigung, inhaftiert. Erklärtes Ziel dieser Maßnahmen war es, der Regierung von Njassaland zu ermöglichen, Recht und Ordnung nach der zunehmenden Gesetzlosigkeit nach der Rückkehr von Hastings Banda wiederherzustellen. Anstatt die Situation sofort zu beruhigen, wurden in der folgenden Notsituation 51 Afrikaner getötet und viele weitere verletzt.

### Die Berichte von Devlin und Armitage
In der Debatte im House of Commons am 3. März 1959 erklärte Alan Lennox-Boyd, der Kolonialminister, dass aus den erhaltenen Informationen klar hervorgehe, dass der Kongress die weit verbreitete Ermordung von Europäern, Asiaten und gemäßigten Afrikanern geplant habe, „[…] in der Tat, ein Massaker war geplant“. In derselben Debatte bekräftigte Julian Amery, der Staatsminister des Kolonialamts, was Lennox-Boyd gesagt hatte, indem er von einer „Mordverschwörung“ und „einem Massaker […] an einer kenianischen Skala“ sprach. Später war es für die Minister schwierig, diese Äußerungen zurückzuweisen.
Harold Macmillan beschloss eine Untersuchungskommission unter der Leitung von Devlin einzusetzen, um die Fehler der Verwaltung von Njassaland aufzudecken. Er kam zu dem Schluss, dass sie die Unterstützung der von ihr Regierten verloren hatte. Der Bericht der Devlin-Kommission ist das einzige Beispiel eines britischen Richters, der untersucht, ob die Maßnahmen einer Kolonialverwaltung zur Unterdrückung abweichender Meinungen angemessen waren. Devlins Schlussfolgerungen, dass exzessive Gewalt angewandt wurde und dass Njassaland ein „Polizeistaat“ war, sorgte für politischen Aufruhr. Sein Bericht wurde weitgehend abgelehnt und der Ausnahmezustand dauerte bis Juni 1960 an.
Macmillan lehnte nicht nur den Devlin-Bericht weitgehend ab, sondern leitete auch die Produktion des konkurrierenden Armitage-Berichts ein, der am selben Tag wie der Devlin-Bericht veröffentlicht werden konnte. Das „Colonial Office“ erhielt einen frühen Entwurf des Berichts der Devlin-Kommission und leitete eine Kopie an Armitage weiter, die er zur Vorbereitung eines Dokuments verwendete, in dem er seine Ergebnisse angreift. Armitage schloss sich daraufhin einer hochrangigen Arbeitsgruppe in London an, die eine Depesche entwarf, um dem Devlin-Bericht entgegenzuwirken.

### Verlassung von Njassaland
Der Nyassaland African Congress, der 1958 verboten worden war, wurde 1959 als „Malawi Congress Party“ neu gegründet. Bandas Inhaftierung wurde bei der Britischen Unterhauswahl 1959 im Vereinigten Königreich zu einem politischen Thema, obwohl die Konservativen an der Macht blieben. Auf Druck der Presse beschloss die Regierung im März 1960 Banda freizulassen.
Vor der Veröffentlichung von Band war Armitage in eine weitere Kontroverse verwickelt. Während des Besuchs von Harold Macmillan in Blantyre im Januar 1960 im Rahmen seiner Afrikareise wurde eine von Aktivisten der malawischen Kongresspartei angeführte Demonstration gegen anhaltende Notstandsbeschränkungen und die Inhaftierung der Banda von britischen und anderen Journalisten beobachtet. Einige berichteten, dass die Polizei ein Aufruhr provoziert hatte an dem europäische Offiziere direkt beteiligt waren, den sie mit exzessiver und willkürlicher Gewalt gegen Demonstranten und Zuschauer unterdrückten. Mehrere britische Zeitungen forderten eine unparteiische Untersuchung des sogenannten „Blantyre-Aufstands“, dem sich Armitage widersetzte, weil die Journalisten die Behauptungen über Polizeibrutalität übertrieben, wenn nicht gar erfunden hatten. Der Kolonialsekretär Ian Macleod stimmte jedoch unter parlamentarischem Druck einer richterlichen Untersuchung zu und wies Armitage an diese zu arrangieren.
Die nachfolgende „Southworth-Kommission“ von Richter Frederic Southworth vom „High Court Nyassaland“ wurde von Armitage beauftragt, um die Unruhen und insbesondere die Vorwürfe der Polizeibrutalität zu untersuchen, darunter die Vorwürfe zweier hochrangigen europäischen Polizisten. Es wurde nicht beauftragt, die Berichterstattung der Presse zu untersuchen. Southworth sprach die Polizei von Njassaland von Brutalität frei und kritisierte britische Korrespondenten heftig, weil sie Ereignisse verzerrten. Southworths scharfe Angriffe, weniger auf die Integrität der beteiligten Journalisten zu achten als auf ihre Persönlichkeiten und offensichtliche Vorurteile gegenüber der Anwendung von Gewalt, beschädigten seinen Anspruch auf Unparteilichkeit.
Die britische Regierung war besorgt über die Angriffe von Southworth auf die Presse und minimierte ihre nachteiligen Auswirkungen, indem sie den Bericht als Dokument der Njassaland-Regierung und nicht als Dokument der britischen Regierung veröffentlichte, nur eine kurze schriftliche parlamentarische Erklärung abgab und jede parlamentarische Debatte vermied. Die Berichterstattung in der Presse verdeutlichte der britischen Öffentlichkeit und dem britischen Parlament die Stärke der afrikanischen Opposition gegen die Föderation von Rhodesien und Njassaland. Es verdeutlichte auch das Maß an Zwang, das erforderlich ist, um die Föderation zu erhalten.
Armitage hatte Banda eingesperrt, ohne zu wissen, dass er der einzige afrikanische Politiker war, der eine glaubwürdige Verfassung für das Protektorat aushandeln konnte. Devlins Schlussfolgerung, dass es kein Mordkomplott gab und dass Banda nicht an der Förderung von Gewalt beteiligt war, öffnete der britischen Regierung den Weg, mit ihm umzugehen. Trotz Lennox-Boyds Ablehnung des Devlin-Berichts wurde Devlin um Rat gebeten, nachdem Iain MacLeod ihn Ende 1959 im Colonial Office ersetzt hatte. Armitage hingegen wurde diskreditiert und von MacLeod als Hindernis für den Fortschritt angesehen. Obwohl MacLeod Armitage im Mai 1960 Anweisungen erteilte, einen raschen konstitutionellen Fortschritt zu veranlassen, der das Land auf den Weg zu einer Einparteienherrschaft brachte. Er riet Armitage, bis zur Pensionierung im August 1960 Urlaub zu nehmen. Glyn Smallwood Jones wurde amtierender Gouverneur, bis Armitage im April 1961 in den Ruhestand ging. Armitage zog sich im April 1961 zurück, ohne nach Njassaland zurückzukehren.
Armitage starb am 7. Juni 1990 im Alter von 83 Jahren in Amesbury. Er wurde in Bridstow in Herefordshire beigesetzt.